# Sikone-Diloli
Sikone-Diloli (Dilole, Sikone-Diloli) ist ein osttimoresischer Suco im Verwaltungsamt Barique (Gemeinde Manatuto).

## Geographie
Sikone-Diloli liegt im Süden des Verwaltungsamts Barique. Der Suco wurde 2017 von Uma Boco (Natarbora) abgetrennt. Dabei wurden auch die beiden Aldeias Oe-Onu und Ue-Kandia neu geschaffen. Nördlich befindet sich der Suco Barique, westlich der Suco Uma Boco und südlich der Suco Aubeon. Im Westen bildet der Dilor den Grenzfluss zur Gemeinde Viqueque mit ihren Sucos Ahic (Verwaltungsamt Lacluta) und Luca (Verwaltungsamt Viqueque). Sein Nebenfluss Culacao  bildet die Grenze zu Barique.
Im Zentrum befindet sich das Dorf Aimeta-Laran (Aimetalaran), durch das die südliche Küstenstraße Osttimors führt. Im Ort zweigt eine Straße nach Süden in Richtung Aubeon ab. Nach Norden führt sie nach Barique. Das Dorf und der Suco teilen sich in die westliche Aldeia Ue-Kandia und die östliche Aldeia Oe-Onu. Die Grenze verläuft entlang der Nord-Süd-Straße. Im Ortsteil Ue-Kandia befinden sich das Hospital, die Grundschule und eine Kirche der Igreja Protestante iha Timor Lorosa'e (IPTL). Im Ortsteil Oe-Onu steht die Capela Aimeta Laran.

## Einwohner
In Sikone-Diloli leben 644 Einwohner (2022), davon sind 337 Männer und 307 Frauen. Im Suco gibt es 133 Haushalte.

## Politik
Die Nachwahlen für die neue Administration fanden im Mai 2017 statt. Gewählt wurde Mateus da Costa Marçal.